# Tolvaj Bertalan
Tolvaj Bertalan (Kistárkány, 1927. november 26. – Királyhelmec, 1975. január 25.) pedagógus, tankönyvíró, irodalomkritikus.

## Életpályája
1948-ban Sárospatakon tanítói, majd 1953-ban Pozsonyban magyar–orosz szakos tanári oklevelet szerzett. 1949–1951 között Kistárkányban volt tanár. 1951–1953 között a Csehszlovák Ifjúsági Szövetség Szlovákiai Központi Bizottságának munkatársa Pozsonyban, 1953–1965 között a királyhelmeci magyar gimnázium és alapiskola tanára, majd 1954-től igazgatója. 1969–1971 között a szlovák Kormányhivatal Nemzetiségi Titkárságának vezetője volt. 1971-ben politikai okokból eltávolították állásából, és visszament Királyhelmecre tanítani.

## Művei
- Az irodalom vonzásában; Madách–Szépirodalmi, Bratislava–Bp., 1977

## Emlékezete
- 2007 Királyhelmec emléktábla